# Серранополис
Серранополис (порт. Serranópolis) — муниципалитет в Бразилии, входит в штат Гояс. Составная часть мезорегиона Юг штата Гояс. Входит в экономико-статистический микрорегион Судуэсти-ди-Гояс. Население составляет 4645 человек на 2016 год. Занимает площадь 482,394 км². Плотность населения — 9,44 чел./км².

## Статистика
- Валовой внутренний продукт на 2014 год составляет 189 097,00 реалов (данные: Бразильский институт географии и статистики)[1].
- Валовой внутренний продукт на душу населения на 2014 год составляет 40 587,45 реалов (данные: Бразильский институт географии и статистики)[1].
- Индекс человеческого развития на 2010 год составляет 0,423 (данные: Программа развития ООН)[2].